# هربرت كيلمان
هربرت كيلمان (بالإنجليزية: Herbert Kelman)‏ هو عالم نفس وأستاذ جامعي أمريكي، ولد في 18 مارس 1927 في فيينا في النمسا.